# Edifício Andraus
O Edifício Andraus visto da Praça Júlio Mesquita
Edifício Andraus é um prédio comercial da cidade de São Paulo, localizado no distrito da República, esquina da Avenida São João com a Rua Pedro Américo. Possui 115 metros de altura e 32 andares, e sua construção foi finalizada no ano de 1962. Originalmente, o edifício chamar-se-ia "Edifício 50", por ser o quinquagésimo a ser erguido pela construtora Organização Construtora e Incorporadora Andraus (Ocian), mas esta acabou optando por mudar o nome, em homenagem a seu fundador. Foi projetado pelo arquiteto polaco Majer Botkowski.
Se destaca pelo seu volume poligonal, característica adotada para aproveitamento máximo do lote, dada a irregularidade do terreno.
O edifício foi palco de um incêndio em 24 de fevereiro de 1972, com 16 mortos e 345 feridos.

## Incêndio
A causa do incêndio foi uma sobrecarga no sistema elétrico. A companhia de luz da cidade já havia enviado cartas aos responsáveis pelo edifício, fazendo advertência sobre o excesso de carga elétrica no local e os perigos decorrentes. O fogo iniciou-se no segundo pavimento e consumiu o prédio, que reunia escritórios empresariais, entre eles os das multinacionais Henkel e Siemens. Hoje recuperado, abriga repartições públicas e é ainda conhecido como "Prédio da Pirani", por à época da tragédia abrigar em seus primeiros andares, térreo e subsolos uma popular loja hoje não mais em atividade.
Entre as vítimas fatais, dois executivos da Henkel: Paul Jürgen Pondorf, presidente da empresa, e Ottmar Flick. Também foi destruído seu escritório central. A maioria dos sobreviventes da tragédia, impossibilitados de utilizar as escadas de emergência, optaram por subir ao último pavimento do edifício, onde ficaram até que os bombeiros controlassem o fogo. Foram posteriormente resgatados de helicóptero pelo piloto Olendino de Souza. Neste incêndio, morreram 16 pessoas, porém, graças ao resgate aéreo, houve vários sobreviventes. No incêndio do Edifício Joelma, em 1974, houve 188 mortos, porque não havia escadas de incêndio nem uma laje no último andar capaz de suportar o pouso de um helicóptero.